# جیووانی مورابیتو
جیووانی مورابیتو (انگلیسی: Giovanni Morabito؛ زادهٔ ۲۶ ژانویهٔ ۱۹۷۸) بازیکن فوتبال اهل ایتالیا است.
از باشگاه‌هایی که در آن بازی کرده‌است می‌توان به باشگاه فوتبال رجینا، باشگاه فوتبال هلاس ورونا، باشگاه فوتبال مسینا، باشگاه فوتبال ویرتوس لانچانو، باشگاه فوتبال کروتونه، باشگاه فوتبال چزنا، باشگاه فوتبال جنوآ، و باشگاه فوتبال ویچنزا اشاره کرد.